# Cephalodasys interinsularis
Cephalodasys interinsularis is een buikharige uit de familie van de Cephalodasyidae. De wetenschappelijke naam van de soort werd voor het eerst geldig gepubliceerd in 2015 door Kieneke, Schmidt-Rhaesa en Hochberg.